# Тут-Халтуйське сільське поселення
Тут-Халту́йське сільське поселення (рос. Тут-Халтуйское сельское поселение) — сільське поселення у складі Ононського району Забайкальського краю Росії.
Адміністративний центр — село Тут-Халтуй.

## Населення
Населення сільського поселення становить 526 осіб (2019; 626 у 2010, 758 у 2002).

## Склад
До складу сільського поселення входять:
| Населений пункт  | Населення, осіб (2002) | Населення, осіб (2010) |
| ---------------- | ---------------------- | ---------------------- |
| Куранжа, село    | 176                    | 138                    |
| Тут-Халтуй, село | 582                    | 488                    |